# Dégazage (marine)
Pour les articles homonymes, voir Dégazage.
Le terme dégazage désigne, dans le monde maritime, une opération qui consiste à ventiler les citernes d'un pétrolier. Il est souvent utilisé à tort pour désigner un déballastage et tout déversement en mer d'eaux souillées d'hydrocarbures souvent issues du nettoyage des cuves.

## Dégazage strict
Le dégazage est une opération courante consistant à ventiler les citernes d'un pétrolier pour éliminer les gaz nocifs qu'elles contiennent et éviter le risque explosif. Il est le préalable à l'intervention humaine dans les citernes pour un nettoyage ou une maintenance.
Pour dissiper l'accumulation dangereuse de gaz d'hydrocarbures dans une citerne, on pratique l'inertage, qui consiste à l'introduction d'un gaz inerte : généralement de l'azote (cas des chimiquiers et de certains types de gaziers), ou encore des gaz d'échappement des moteurs après traitement (cas des pétroliers et des OBO (Ore-bulk-oil carrier)).

## Déballastage

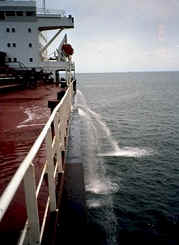
Un cargo en cours de ballastage.

Le déballastage est l'action de vidanger des compartiments (ballasts) qui contiennent de l'eau de mer, ces derniers ayant été remplis lors du ballastage pour diverses raisons : 
- correction de la gîte ou de l'assiette avec un chargement déséquilibré ;
- accroître l'enfoncement d'un navire lège, afin que l'hélice soit suffisamment immergée et aussi pour garder une stabilité suffisante ;
- éviter les efforts trop importants au navire (répartition des poids sur la longueur).

## Écologie

### Pollution généralisée
Marées noires, rejets des pétroliers ou autres navires utilisant du fioul, déballastages sauvages posent de gros problèmes du point de vue écologique, car cela rejette à l'eau des polluants.
Or on a longtemps cru que les polluants n'avaient pas d'incidence sur l'environnement s'ils étaient dilués en très faibles quantités. Les études actuelles prouvent le contraire. Ainsi, un hydrocarbure a des effets sur le plancton à partir d'une concentration de 50 microgrammes (millionièmes de grammes) par litre d'eau[réf. souhaitée].
Les polluants contaminent donc les écosystèmes de façon durable, en commençant par les plus petites espèces, planctons, invertébrés, etc., puis, en remontant la chaîne alimentaire, touchent très nocivement jusqu'aux poissons prédateurs et super-prédateurs (requins...). De même, en empruntant les moyens de déplacements que représentent les courants profonds (lesquels forment un immense "tapis roulant" unique qui circule de l'océan Atlantique à l'océan Pacifique et à l'océan Indien), les courants de surface, les vents (alizés, cellules de Hadley et cellules de Ferrel) parcourent la planète entière et touchent tous les écosystèmes, la faune et la flore[réf. souhaitée].
Certes les écosystèmes ont dans une certaine mesure la capacité à se régénérer après un cycle de plusieurs années, mais un écosystème, une fois reconstruit, garde une certaine fragilité (par exemple parce que certaines espèces ont disparu[réf. souhaitée]). Et, à terme, si les pollutions sont trop fréquentes (attaques répétées par les polluants persistants, métaux lourds, solvants...), un écosystème perd cette faculté à se reconstruire (en témoigne la mer Baltique, trop souvent polluée, où les écosystèmes ont été détruits et ne se sont plus reconstruits[réf. souhaitée]).

### Pollution marine volontaire
Lorsqu'on parle de pollution marine « volontaire », on distingue deux catégories qui sont propres au type de bateau responsable :
Le potentiel de pollution des pétroliers SLOPSLa pollution spécifique des pétroliers est due à la pratique du déballastage. Remplir les cuves d'eau de mer permet à ces transporteurs de garder leur stabilité une fois la cargaison livrée. Lorsqu'un pétrolier achemine un produit de nature différente à son chargement précédent, il doit être nettoyé. Un rejet non conforme des résidus permet de purger ses cuves à moindre frais. Les pétroliers sont aujourd'hui à ballasts séparés, les cuves de pétrole sont nettoyées au pétrole, l'eau de mer (si la stabilité le demande) est stockée dans des ballasts séparés, cette eau de mer rejetée ne contient donc pas d'hydrocarbures.
Le potentiel de pollution de tous les navires à propulsion mécaniqueLes navires marchands, navires de guerre ou bateaux de pêche utilisent comme énergie de propulsion un fioul brut de piètre qualité. Pour pouvoir être utilisé comme combustible, ce fioul est centrifugé.
Les résidus non-combustibles restant après cette opération sont stockés dans des capacités appelées caisse à boues (sludge tank) ou caisse à huile polluée (dirty oil tank). Le fonctionnement des centrifugeuses de séparation nécessite de l'eau douce qui est également dirigée vers ces capacités. Les huiles de vidange et les produits de graissage s'ajoutent à ces résidus.
La tenue d'un journal officiel (Registre des hydrocarbures) de gestion de ces résidus à bord des navires est obligatoire (réglementation Marpol) et doit être présenté sur demande lors d'une inspection. Il est possible de calculer avec une faible marge d'erreur les quantités de résidus qui doivent se trouver dans ces capacités, ce en fonction de la puissance du ou des moteurs, du type de combustible utilisé  et du temps de fonctionnement depuis le dernier déchargement à terre.

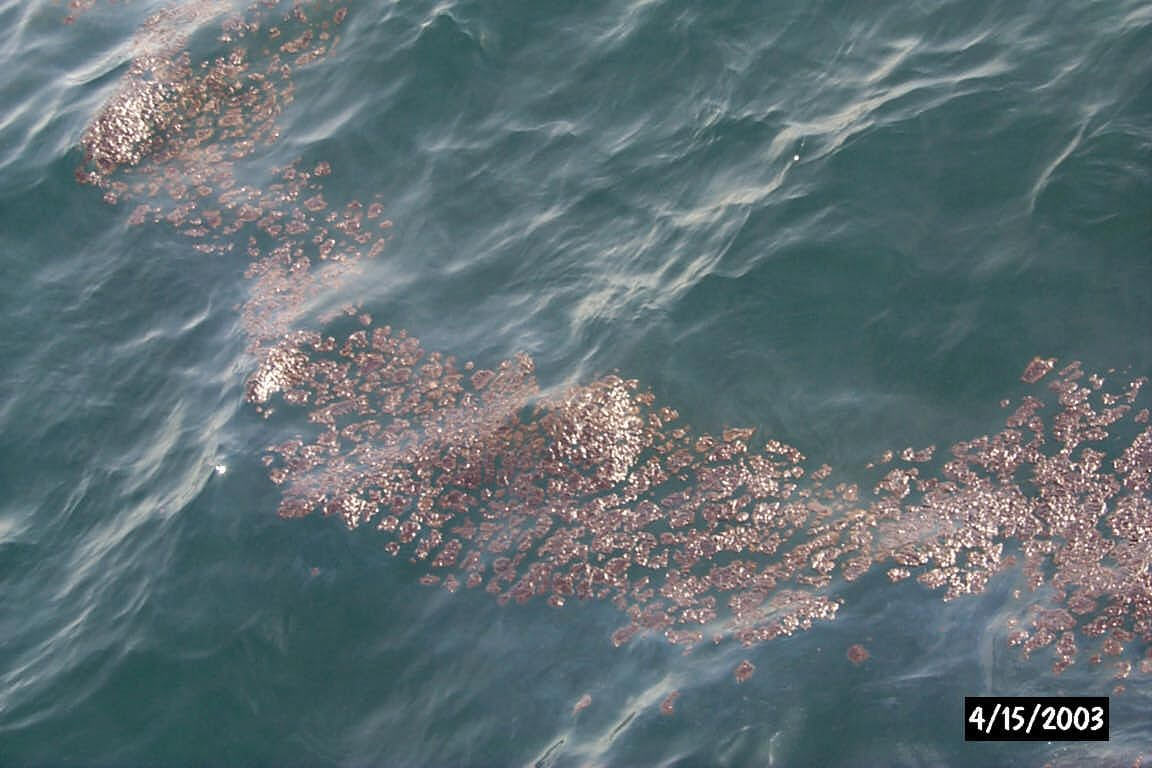
Nappe d'hydrocarbure en mer.

Les résidus doivent être déchargés dans des installations de réception à terre lors de l'escale, ce qui a un coût. Tous les ports ne fournissent malheureusement pas de service de pompage de boues et d'huiles usées. Lorsqu'ils fournissent ce service, le coût peut varier de la gratuité à plus de 4 000 euros pour une quantité de l'ordre de 15 tonnes. Certains navires au personnel peu scrupuleux tentent de se débarrasser de ces résidus en les rejetant à la mer, ce qui engendre une pollution. Il s'agit alors de ce qu'il conviendrait de nommer un rejet illicite d'hydrocarbures.
D'autres rejets sont autorisés par la loi dans certaines zones géographiques et sous certaines conditions : les rejets d'eaux mazouteuses, après filtration dans un appareil appelé séparateur à eaux mazouteuses, appareil dont la fiabilité est fréquemment mise en cause par les utilisateurs. Toute utilisation de cet appareil doit être enregistrée dans le registre des hydrocarbures.

### Protection écologique
Une étude du World Wildlife Fund (WWF) en 2000, portant sur la seule mer Méditerranée donne pour estimation des rejets et autres nettoyages des bateaux 1,5 million de tonnes de produits pétroliers  par an, soit 20 Prestige ou 75 Erika.
Le sénat français a approuvé le 21 janvier 2003 la création d'une Zone de protection écologique (ZPE) dans le bassin méditerranéen. Cette décision intervient pour lutter contre le phénomène de rejets non autorisés qui polluent fortement la Méditerranée.
S'inscrivant dans l'axe des résolutions du Ministère de l'Écologie et du Développement Durable, ce projet de loi a été adopté à l'unanimité par la chambre sénatoriale. Cette zone de protection élargira la juridiction maritime française au-delà des 12 milles marins définissant les eaux territoriales.